# Botched
 (septembre 2020).
Botched ou Chirurgie botché, Chirurgie à tout prix,, Botched : chirurgie à tout prix  est une série de téléréalité américaine qui a été créée sur E! le 24 juin 2014. Il suit les médecins Terry Dubrow et Paul Nassif alors qu'ils « remédient aux chirurgies plastiques extrêmes qui ont mal tourné ». Le deuxième épisode qui a été diffusé le dimanche 29 juin 2014 a été regardé par 1,2 million de téléspectateurs. La première saison de Botched, composée de huit épisodes, s'est terminée le 17 août 2014. Une réunion spéciale en deux parties organisée par Maria Menounos a été diffusée les 26 et 27 octobre et a présenté des entrevues avec Dubrow, Nassif et des patients de série.
Le 5 août 2014, Botched a été renouvelé pour une deuxième saison, qui a été créée le 14 avril 2015. Le 7 juin, il est passé de son créneau horaire du mardi 21 heures au dimanche 21 heures. La finale de mi-saison a été diffusée le 12 juillet. La série a été renouvelée pour une troisième saison le 1er juillet.
Trois émissions spéciales, intitulées Botched : Post Op, diffusées après les épisodes des 13, 20 et 27 octobre. Les spéciaux ont été co-animés par Nassif, Dubrow et la femme de Dubrow, l'actrice Heather Dubrow.
La saison 3 a été créée le 10 mai 2016, avec Dubrow et Nassif. Elle s’est terminée le 2 août 2016. En octobre 2015, la série dérivée de huit épisodes de Botched a été annoncée intitulée Botched by Nature. Elle a été créée le 9 août 2016.